# Tanzende Sterne
Tanzende Sterne ist der Titel eines deutschen Musikfilms von 1952, bei dem Géza von Cziffra Regie führte. Die Hauptrollen sind mit Fita Benkhoff, Germaine Damar, Axel von Ambesser und Georg Thomalla besetzt. Der Film erlebte seine Uraufführung am 27. November 1952 in Hannover.

## Handlung
Nicolle Ferrar ist die Besitzerin des Nachtlokals „Schiefe Laterne“. Sie verliert es aufgrund ihres leichtfertigen Verhaltens und flieht vor ihren Gläubigern an die Riviera. Dort wohnt der reiche und attraktive Rennstallbesitzer Sir Thomas Gregorian, den sie für sich gewinnen kann. Das stößt jedoch bei seiner Familie nicht auf Gegenliebe. Die Familie hält Nicolle für eine Erbschleicherin und bangt auch selbst um ihr Erbe, sollte es zu einer Ehe zwischen den beiden kommen. So trifft man die Entscheidung, Thomas’ Sohn Bob Gregorian ins Lokal „Schiefe Laterne“ zu schicken, damit er Nicolle einmal auf den Zahn fühlen kann. In der „Schiefen Laterne“ trifft Bob auf die Tochter von Nicolle Ferrar, die denselben Namen wie ihre Mutter trägt. Die junge Nicolle hängt an dem Nachtlokal und ist geblieben. Bob nimmt nun an, dass die junge Nicolle identisch mit der Frau ist, die die Familie für eine Bedrohung hält. Bob verliebt sich, sehr zum Missfallen seiner Verlobten Daisy, in die junge Frau. Zusammen versuchen sie, der „Schiefen Laterne“ wieder zum Erfolg zu verhelfen. Bob Gregorian macht dabei die Erfahrung, dass die neue Welt mit Musik und Tanz ihm viel Spaß bringt. Auch seine Verlobte Daisy, die ihm nachgereist ist, erliegt dem ganz eigenem Charme der „Schiefen Laterne“ und tritt dort als Tänzerin auf. Daisys Mutter allerdings ist mit der Entwicklung der Dinge nicht einverstanden und stiftet Unruhe.
Als Sir Thomas Gregorian erscheint und die Situation schnell durchschaut, macht er sich erst einmal den Spaß, seine Familie hinters Licht zu führen, und tut so, als sei er rasend eifersüchtig auf seinen eigenen Sohn. Auf dem Höhepunkt der Turbulenzen stellt er dann jedoch seiner Familie Nicolles Mutter vor, mit der er möglichst bald vor den Traualtar treten will. Seinem Sohn gibt er seinen Segen zu seiner Verbindung mit der jungen Nicolle. Und mit der „Schiefen Laterne“ geht es nun endgültig bergauf, was mit einer beeindruckenden Gala gefeiert wird.

## Hintergrund
Es handelt sich um einen Arion-Film im Verleih der Herzog-Film GmbH (ab 1958 UFA-Filmverleih GmbH). Géza von Cziffra war Mitbegründer der Arion-Film GmbH in Hamburg. Gedreht wurde in den Real-Film-Ateliers in Hamburg-Tonndorf. Die Außenaufnahmen entstanden in Travemünde. Für die Bauten waren Herbert Kirchhoff und Albrecht Becker zuständig. Die Produktionsleitung lag bei Peter Paul Keimer und Otto Meissner.
Die Choreographie des Musikfilms lag bei Jens Keith. Die Musik stammt von Michael Jary, der auch dirigierte. Es spielte das Philharmonische Filmorchester unter seiner Leitung mit den Solisten Macky Kasper: Trompete, Günter Fuhlisch: Posaune, Rolf Kühn: Klarinette. Liedtexte: Bruno Balz. Im Revueteil wirkten außerdem mit: Liselotte Köster, Jockel Stahl, Edward Lane, El Mario und Helmut Ketels, allesamt Tänzer. Weiter traten auf: Rosyana et Larau, die Original Hiller-Girls, El Mario, das Montez-Ballett, das Sunshine Quartett und das Cornel-Trio.
Unter anderem sind folgende Musikstücke zu hören:
- Du sollst mir doch nicht immer auf den Mund seh'n! (Carioca)
- Die Panne mit der Susanne (One-Step-Samba)
- Mäcki Boogie (Boogie-Woogie)
- Ach, Herr Kuhn ... (mexikanischer Foxtrott)
- Lebe wohl, du schwarze Rose ... (Hawaii-Waltz)
- Virginia Blues
- Bolero

Für die Luxemburgerin Germaine Damar war es die erste Rolle in einem Film. Obwohl es Gegenstimmen zu ihren Probeaufnahmen gab, wollte Géza von Cziffra auf eine derart begabte Tänzerin für seinen Film nicht verzichten. Ihren Namen Germaine Haeck änderte sie für den Film in Germaine Damar und galt danach in der Presse längere Zeit als französische Tänzerin. Der Film öffnete Germaine Damar die Tür für weitere 28 Filme, darunter ihr bekanntester Die Beine von Dolores, der auch in Argentinien ein Riesenerfolg wurde. Germaine Damar war einige Zeit mit dem Partner ihres ersten Films Georg Thomalla liiert.

## Kritiken
Für das Lexikon des internationalen Films bot der Film keinerlei Überraschungen, was sich in einem eher negativen Urteil niederschlug, das sich wie folgt las:

„Mutter und Tochter aus einem Nachtlokal-Betrieb werden - ebenso wie Vater und Sohn aus englischer Aristokratie - kreuzweise verwechselt, bis sich die passenden Paare finden. Ein für die qualitätsarmen Revuefilme der 50er Jahre bezeichnendes Schablonen-Lustspiel: reich ausgestattet, tanzeifrig und melodiös - aber ohne jeden Witz.“

Auch der Kritiker Gert Gantzer schloss sich in der Zeitschrift Star Nr. 1/1953, S. 9, in etwa diesem Urteil an: „Meine persönliche Ansicht... zum Thema ‚Tanzende Sterne‘ lässt sich eigentlich nur mit dem Wort ‚Aus Alt mach Neu‘ umreißen. Eine derartige Klamotte aus dem untersten Schubfach veralteten Humors (verzeihen Sie das überhebliche Wort) musste nicht unbedingt verfilmt werden. Einfache Szenen sind versöhnlich, sogar gut - aber das Gros des verbrauchten Zelluloids wurde für Albernheiten verwendet, die Großvater schon in Filzpantoffeln pfiff. Michael Jarys Musik kann nichts daran ändern, so sentimental sie auch am Ende den Filmbesucher zu packen sucht. Schade um Fita Benkhoff, Axel von Ambesser und Georg Thomalla.“
Die zeitgenössischen Film-Blätter lobten die noch unbekannte Germaine Damar: „Sie kann spielen und tanzen und ist außerdem eine reizende, grazil-jugendliche Person.“